# Masalca
 (mars 2021).
Si vous disposez d'ouvrages ou d'articles de référence ou si vous connaissez des sites web de qualité traitant du thème abordé ici, merci de compléter l'article en donnant les références utiles à sa vérifiabilité et en les liant à la section « Notes et références ».
Le Masalca est un système de conception français de missile sol-air longue portée.

## Historique
Développé au début des années 1950 par l'officier de marine Charles René Valentin Salmon, le masalca (MArine SAlmon Contre-Avion) était un projet de missile surface-air à longue portée propulsé par statoréacteur. Malgré la contribution de Latécoère après 1954 après une sous-traitance à Matra, le programme fut abandonné par décision ministérielle du 26 mai 1959.
Ce projet a surtout servi à améliorer la connaissance des possibilités d’emploi du statoréacteur, en coopération avec Nord-Aviation.